# سرلشکر (ایالات متحده)
سرلشکر (انگلیسی: Major general) عنوان و درجه‌ای نظامی برای نیروی زمینی ایالات متحده آمریکا، نیروی هوایی ایالات متحده آمریکا و سپاه تفنگداران دریایی ایالات متحده آمریکا است.